# Andrei Rublev

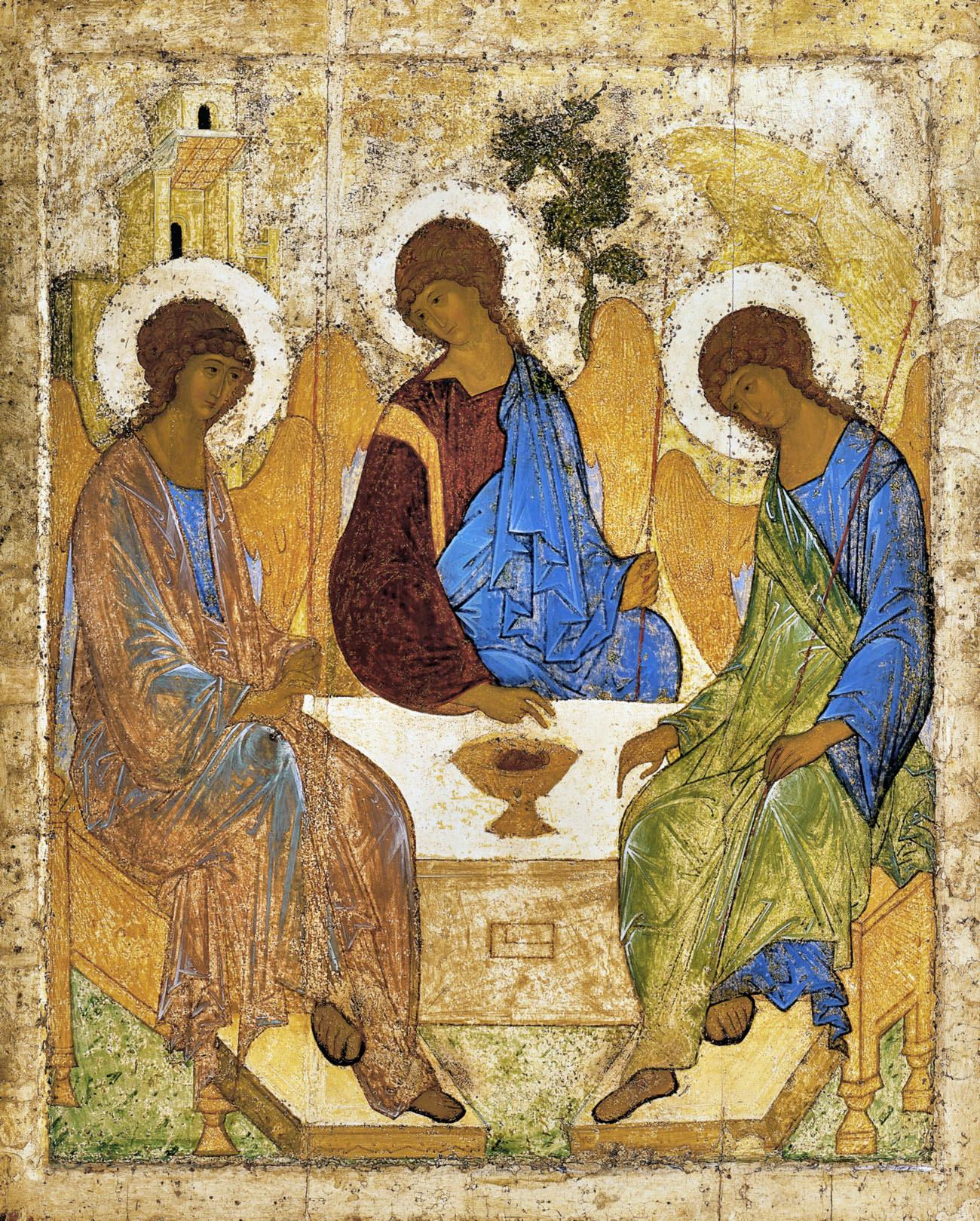
Bức linh ảnh nổi tiếng của Rublev về Ba Ngôi.

Anrê Rublev (tiếng Nga: Андре́й Рублёв, IPA: [ɐnˈdrʲej rʊˈblʲɵf], cũng được chuyển tự thành Andrey Rublyov; 
sinh khoảng thập niên 1360, mất ngày 29 tháng 1 năm 1427 hoặc 1430, hoặc 17 tháng 10 năm 1428 tại Moskva) được coi là một trong những họa sĩ Nga thời Trung cổ vĩ đại nhất vẽ các linh ảnh và bích họa Chính thống giáo Đông phương.

## Thời kỳ đầu đời
Còn sót lại rất ít thông tin về cuộc đời của Rublev, thậm chí ngay cả nơi sinh của ông cũng không rõ. Có lẽ ông sống ở Tu viện Chúa Ba ngôi Thánh Sergius, nằm gần Moskva, dưới sự cai quản của Nikon thành Radonezh - người tiếp nhận vị trí tu viện trưởng sau khi thánh Sergius thành Radonezh qua đời năm 1392. Lần đầu tiên cái tên Rublev được nhắc tới là vào năm 1405, khi ông cùng với Théophane xứ Hy Lạp và Prokhor xứ Gorodets, đảm đương việc trang trí linh ảnh và tranh tường cho Nhà thờ chính tòa Thánh Mẫu lĩnh báo (Cathedral of the Annunciation) Moskva Kremlin. Tên của ông được đặt sau cùng trong danh sách các họa sĩ, bởi cả cấp bậc và tuổi tác ông đều thấp hơn. Theophanes là một bậc thầy hội họa quan trọng của Byzantine, đã chuyến tới sống ở nước Nga, và được xem là sư phụ của Rublev.

## Sự nghiệp
Biên niên sử cho biết rằng Rublev, cùng với Daniel Chorny, đã vẽ tranh cho Nhà thờ Chính tòa Thăng Thiên ở Vladimir cũng như Nhà thờ chính tòa Chúa Ba ngôi ở Tu viện Chúa Ba ngôi Thánh Sergius trong giai đoạn 1425-1427. Sau khi Daniel qua đời, Rublev tới Tu viện Andronikov ở Moskva để vẽ tác phẩm cuối cùng, bức tranh tường của Nhà thờ chính tòa Đấng cứu thế. Người ta cũng tin rằng ông đã vẽ ít nhất một hình minh họa trong sách Phúc Âm Khitrovo.
Tác phẩm duy nhất đã được xác nhận hoàn toàn do Rublev thực hiện là linh ảnh của Chúa Ba ngôi (khoảng năm 1410, hiện lưu giữ tại Nhà trưng bày Tretyakov, Moskva). Tác phẩm này dựa theo một linh ảnh có từ trước đó gọi là "Lòng mến khách của Abraham" (minh họa sách Sáng thế 18). Rublev đưa nhân vật Abraham và Sarah ra khỏi khung cảnh và thông qua việc sử dụng bố cục và biểu tượng hết sức tinh tế, ông thay đổi chủ thể để tập trung vào Bí ẩn Chúa Ba ngôi.
Trong tác phẩm nghệ thuật của Rublev, hai truyền thống được kết hợp với nhau: lối tu đạo khổ hạnh bậc nhất và sự hài hòa cổ điển của phong cách Byzantine đầy kiểu cách. Các nhân vật trong tranh Rublev luôn luôn biểu lộ vẻ bình yên và thanh tĩnh. Một thời gian sau, nghệ thuật của Rublev được coi là chuẩn mực cho linh ảnh Chính thống giáo phương Đông.

## Qua đời và di sản
Rublev qua đời ở tu viện Adronikov trong khoảng từ năm 1427 đến 1430. Tác phẩm của ông ảnh hưởng tới nhiều họa sĩ, trong số đó có Dionisy. Công nghị Stoglav Synod (1551) đã phê duyệt phong cách linh ảnh của Rublev là hình mẫu cho tranh vẽ trong nhà thờ. Từ năm 1959, Bảo tàng Andrei Rublev tại tu viện Andronikov bắt đầu trưng bày các tác phẩm nghệ thuật của ông và các tác phẩm liên quan.
Giáo hội Chính thống giáo Nga tuyên phong Rublev làm thánh vào năm 1988, tổ chức lễ bổn mạng vào ngày 29 tháng 1 và/hoặc ngày 4 tháng 7.
Năm 1966, đạo diễn Andrei Tarkovsky làm phim Andrei Rublev, phần nào dựa theo cuộc đời của họa sĩ Rublev.

## Các tác phẩm chọn lọc

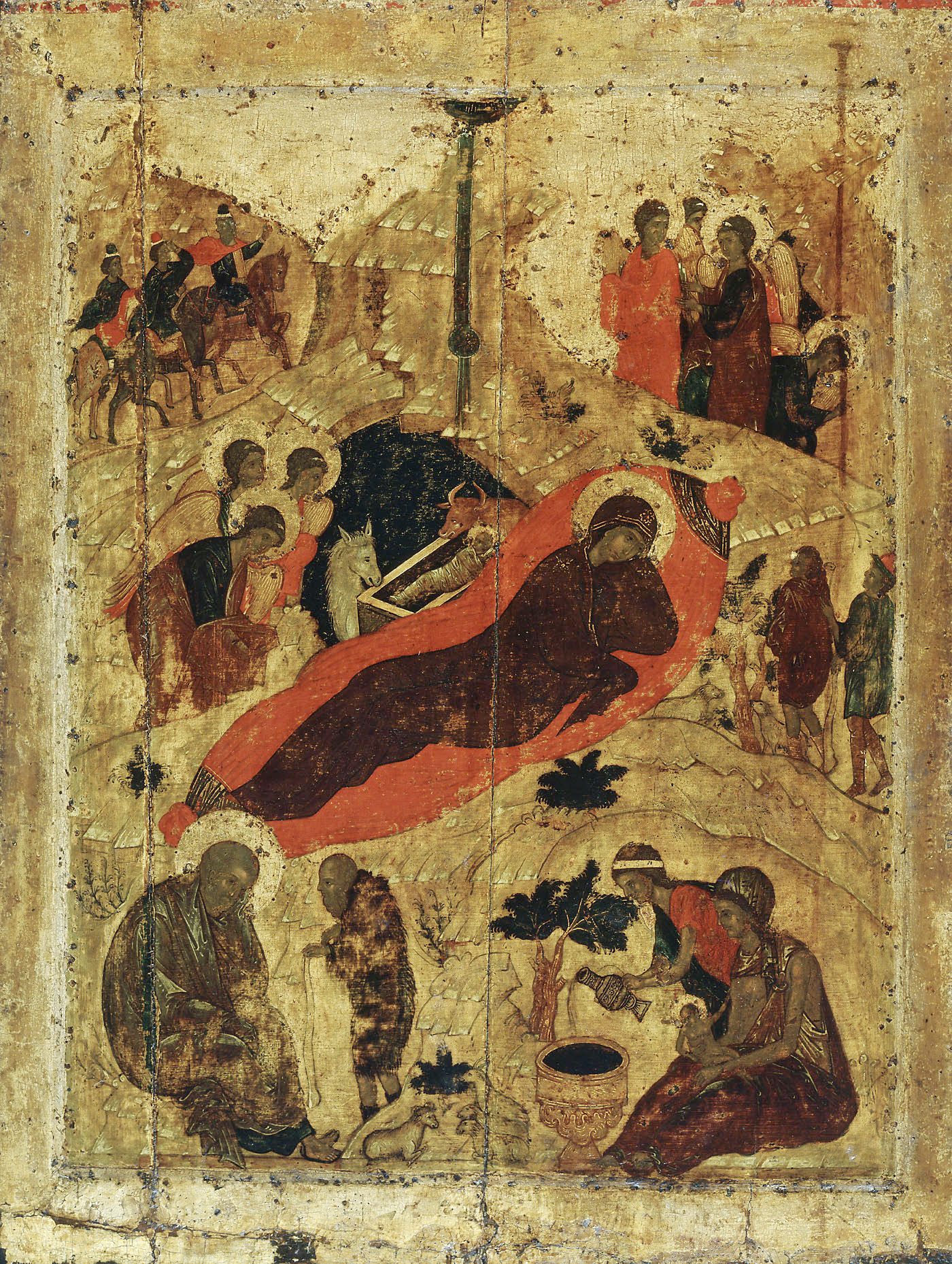
Nativity of Jesus, 1405 (Cathedral of the Annunciation, Moscow Kremlin)
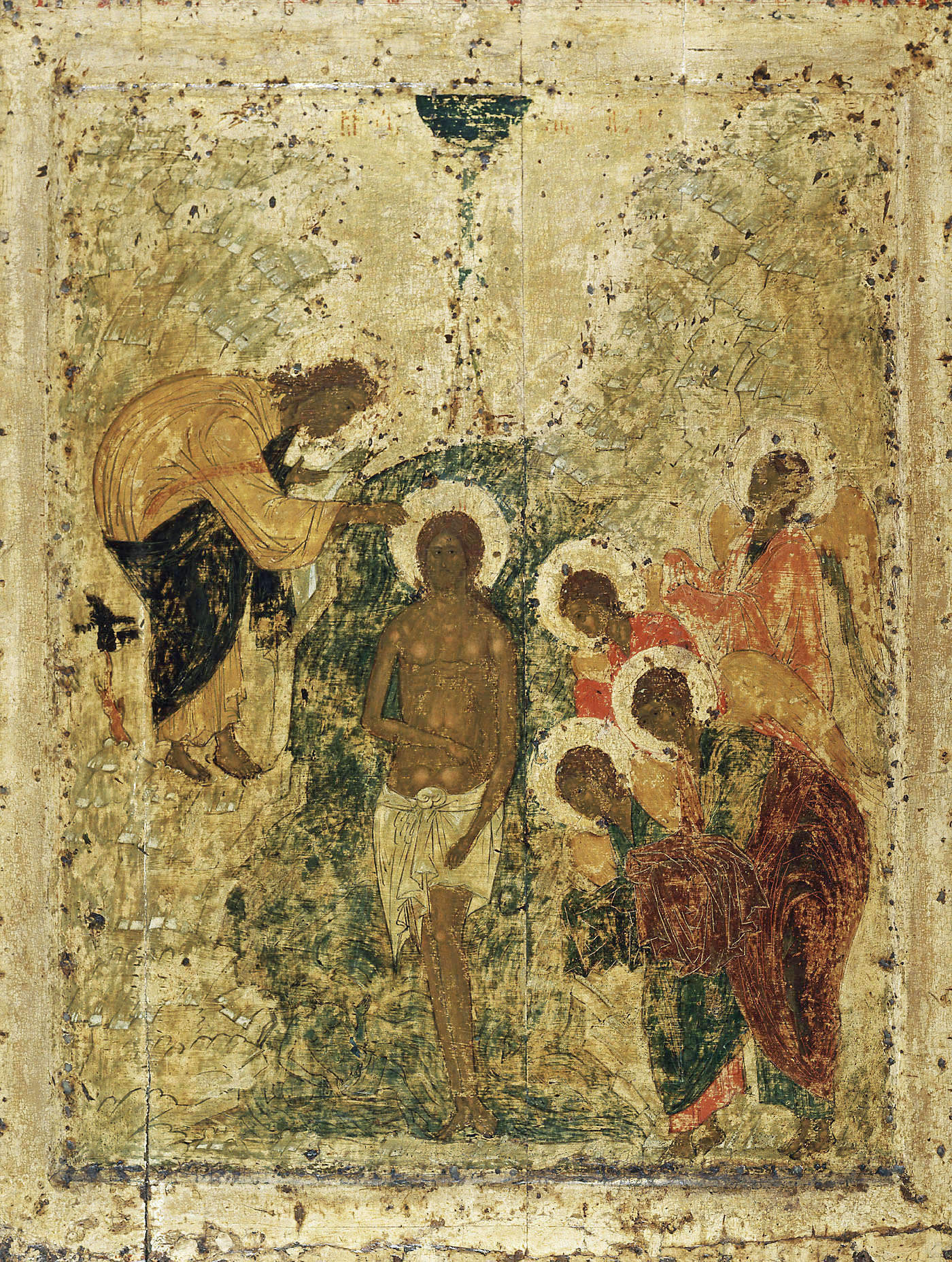
Baptism of Jesus, 1405 (Cathedral of the Annunciation, Moscow)
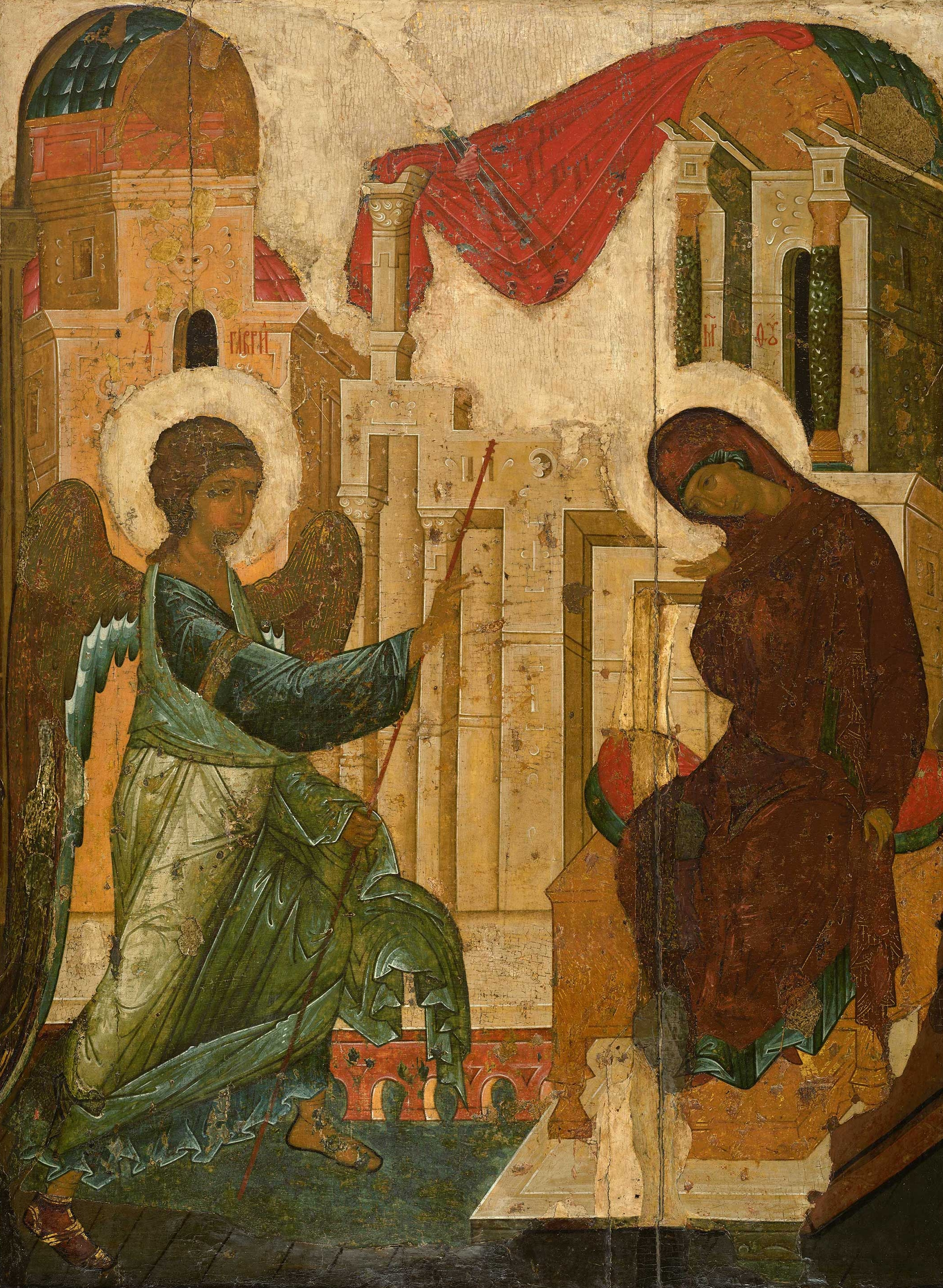
Annunciation, 1405 (Cathedral of the Annunciation, Moscow)
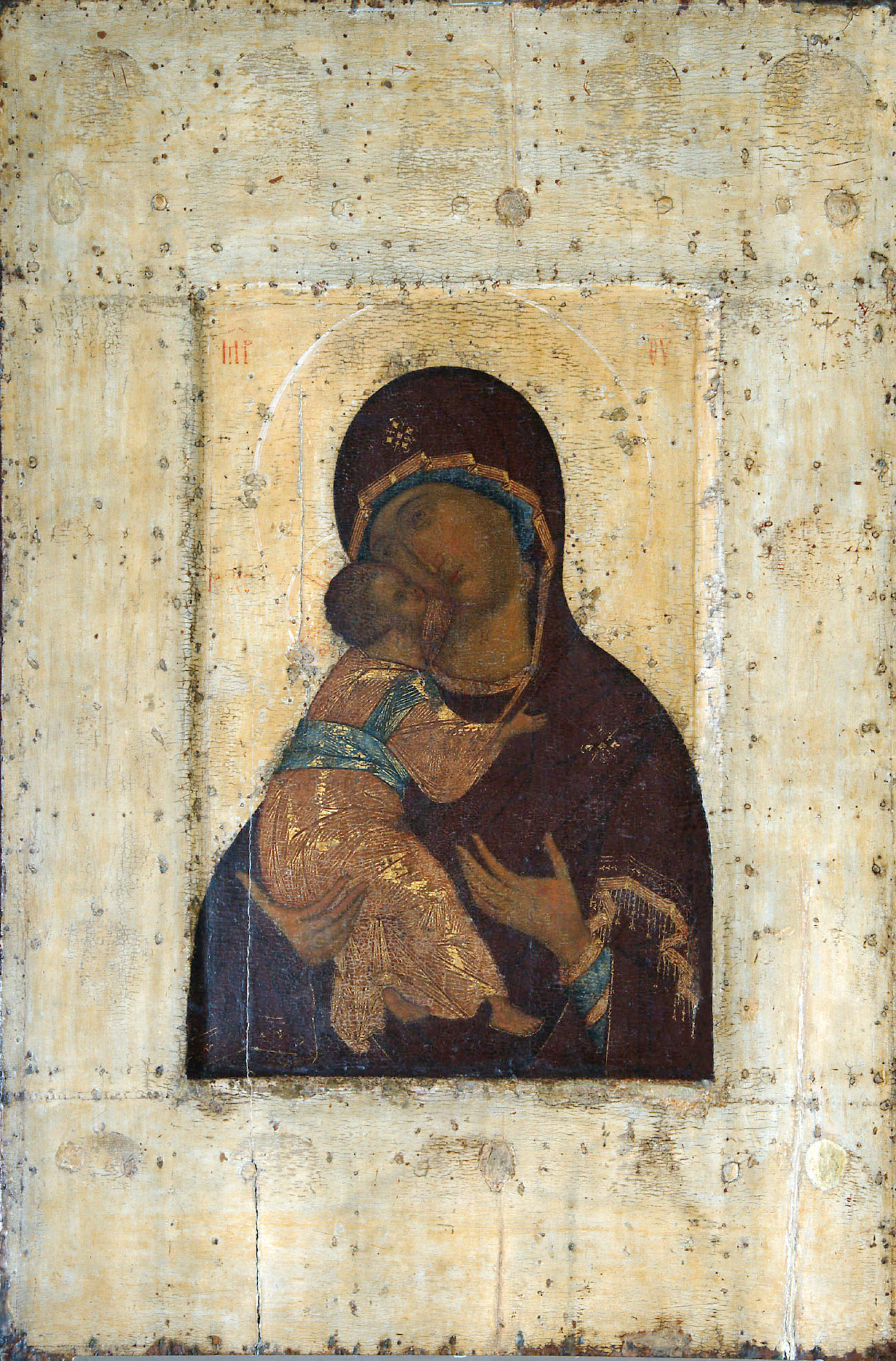
Version of the Theotokos of Vladimir, ca. 1405
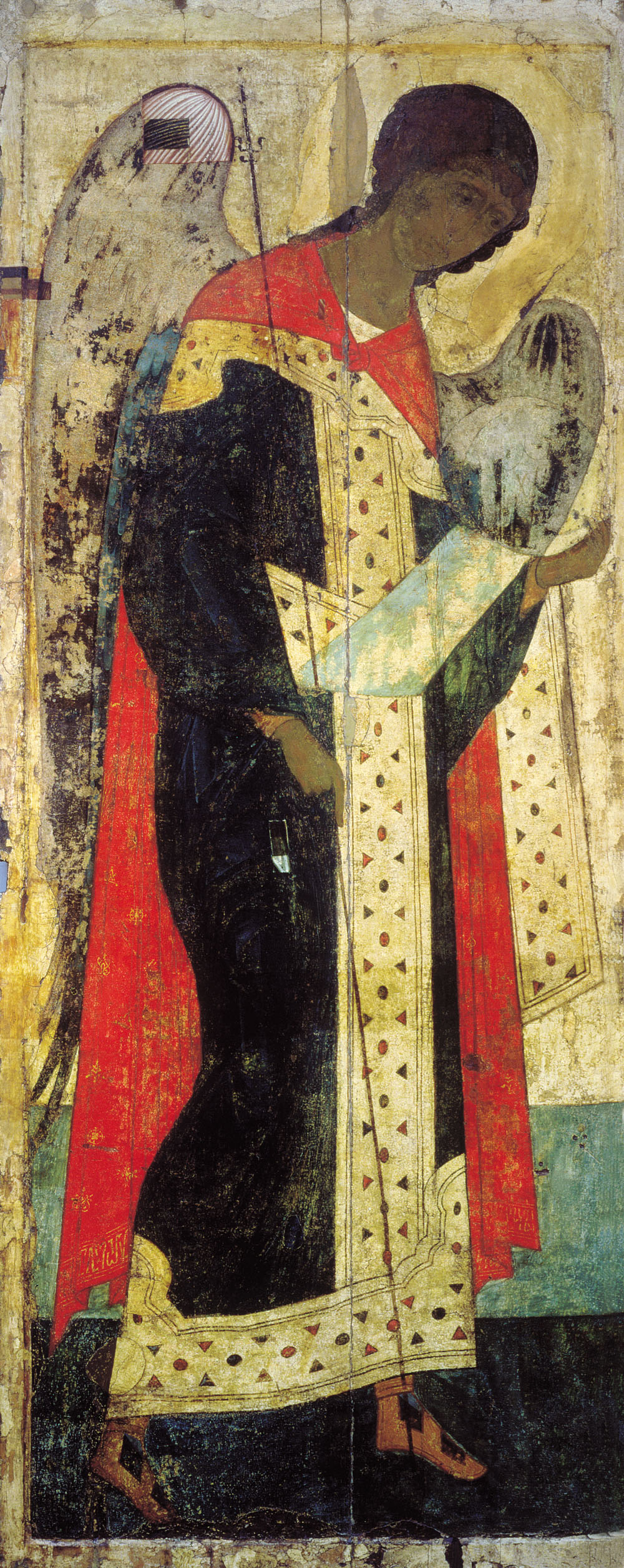
St. Michael, 1408 (Iconostasis at Dormition Cathedral, Vladimir)
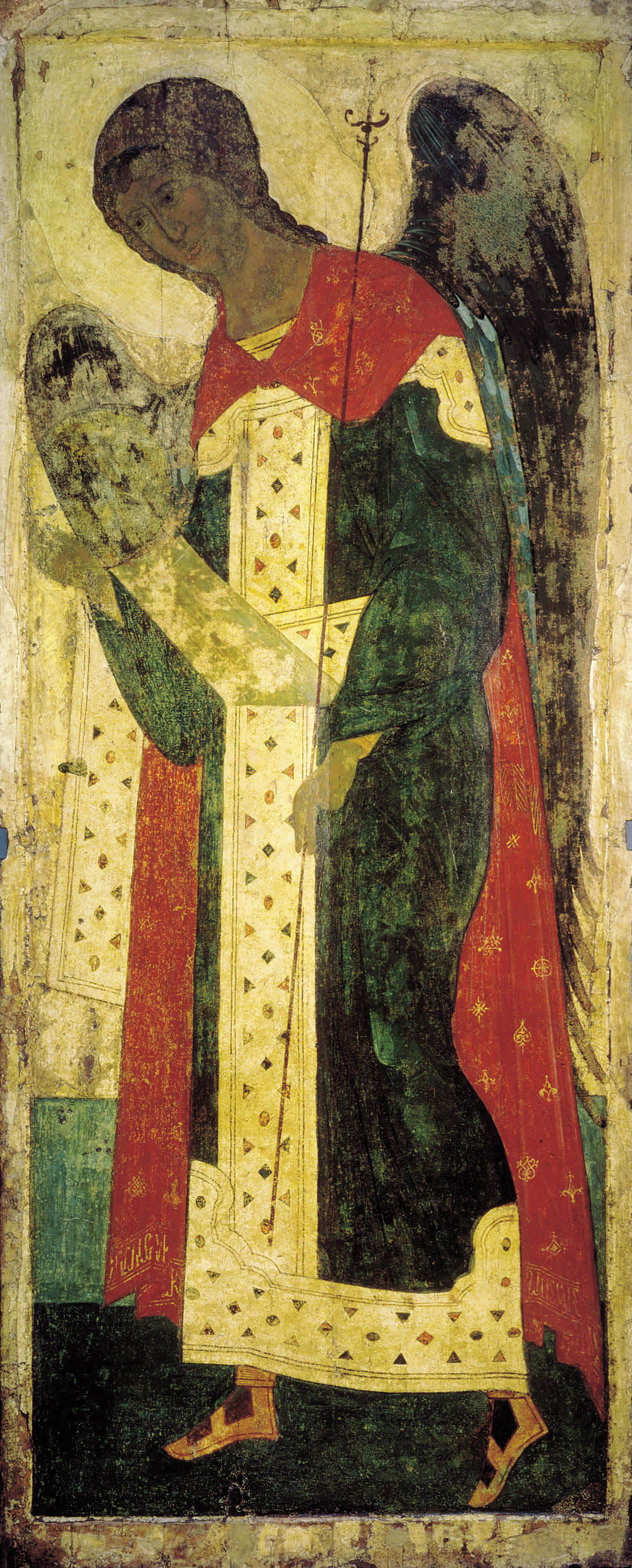
St. Gabriel, 1408 (Dormition Cathedral, Vladimir)
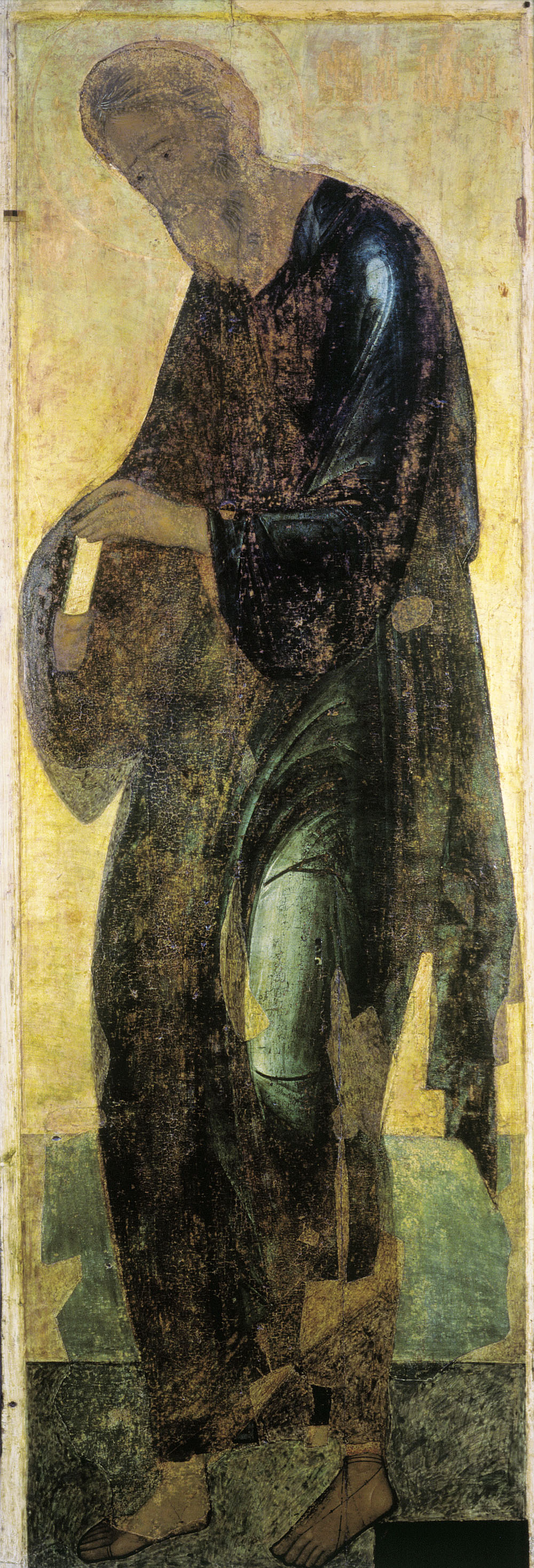
St. Andrew the First-called, 1408 (Dormition Cathedral, Vladimir)
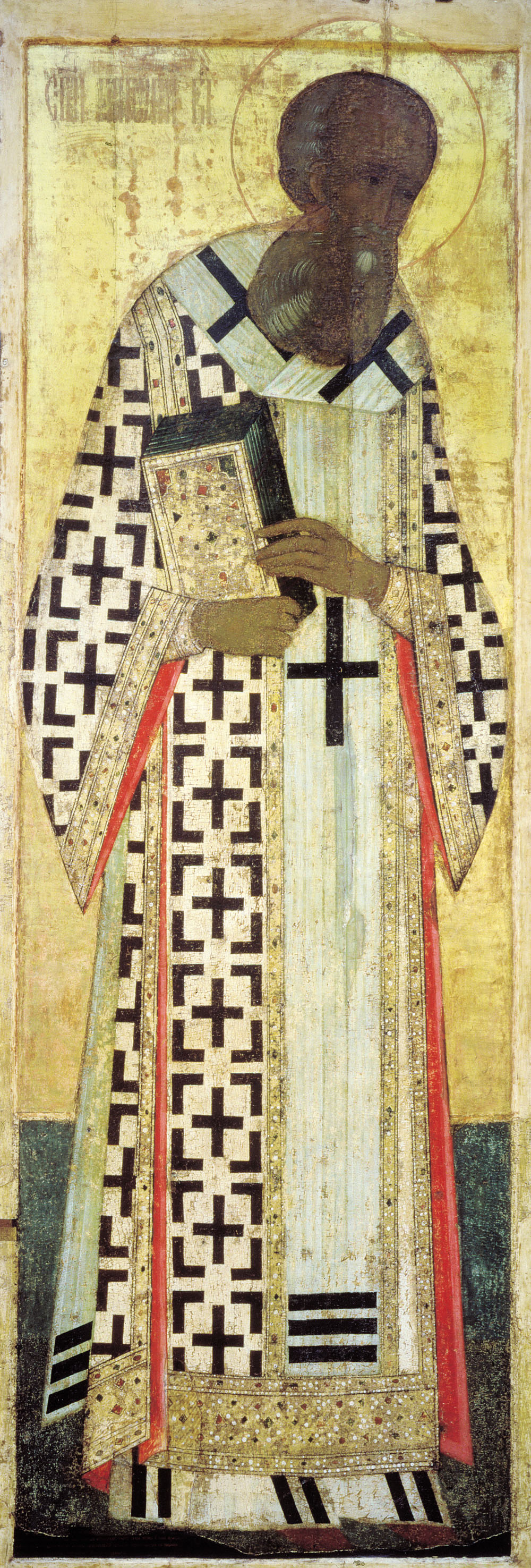
St. Gregory the Theologian, 1408 (Dormition Cathedral, Vladimir)
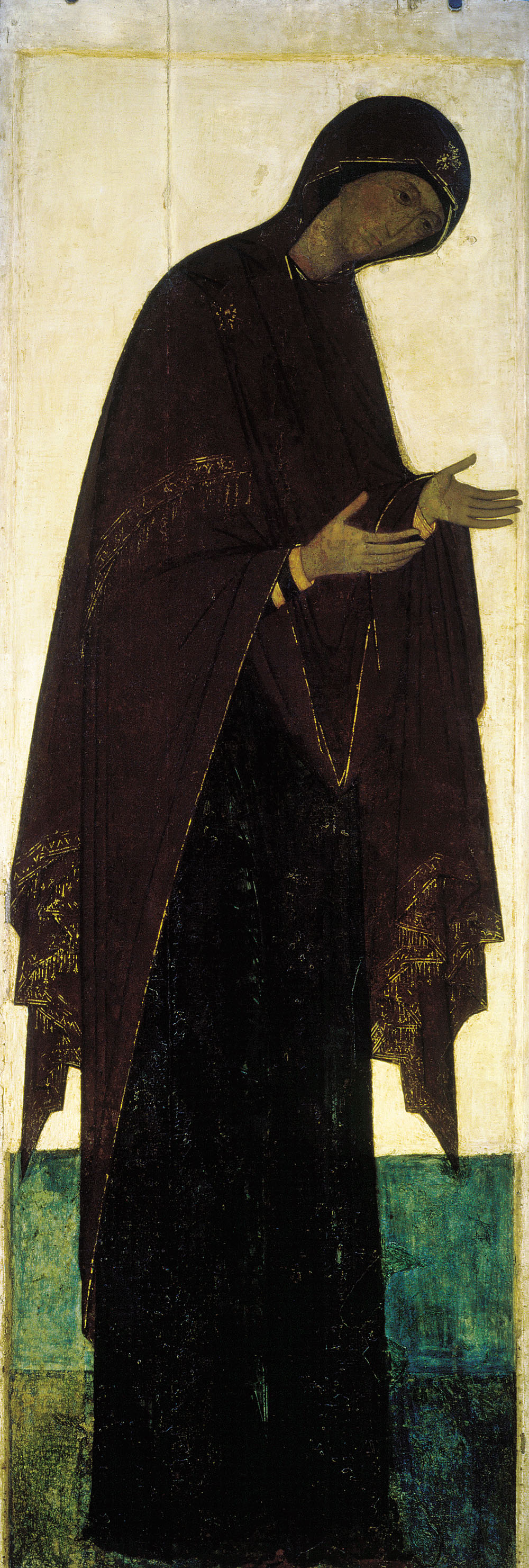
Theotokos from Deësis, 1408 (Dormition Cathedral, Vladimir) Some think this may be the work of Theophanes the Greek
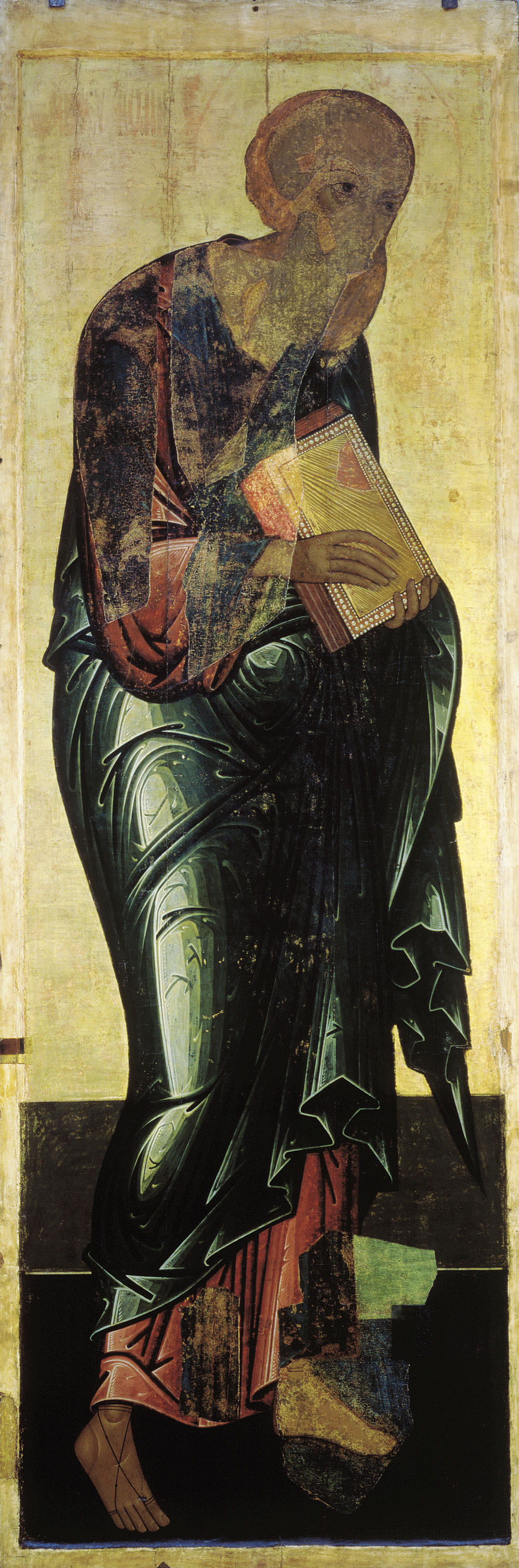
St. John the Theologian, 1408 (Dormition Cathedral, Vladimir)
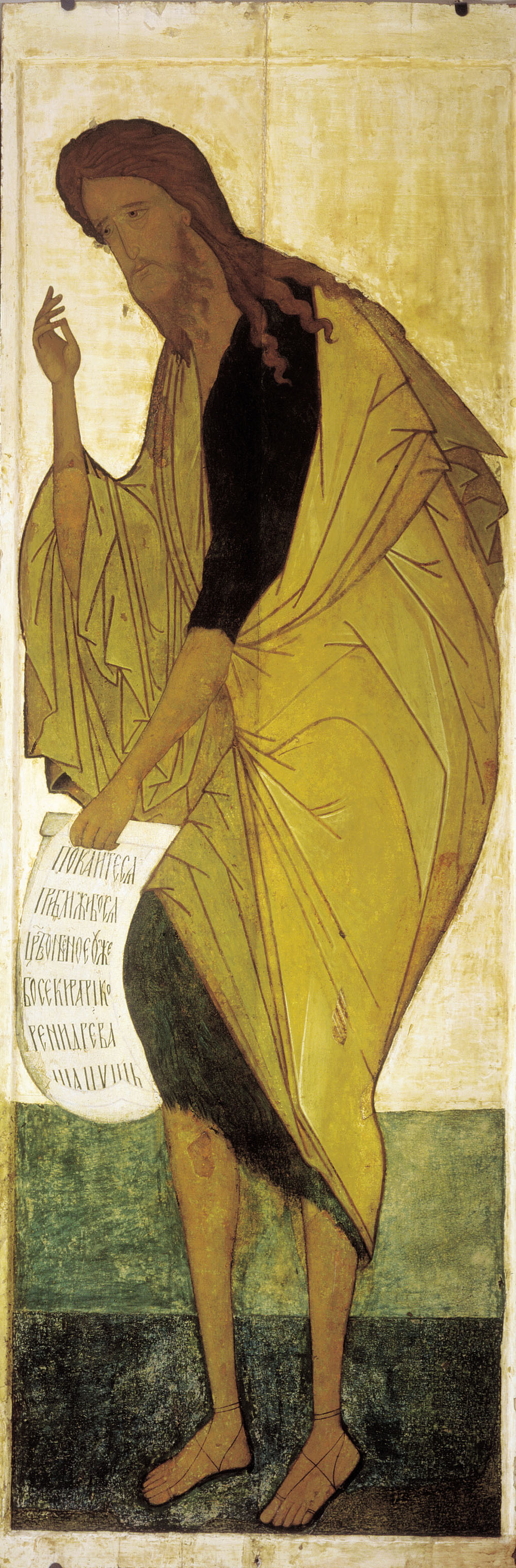
St. John the Baptist, 1408 (Dormition Cathedral, Vladimir)
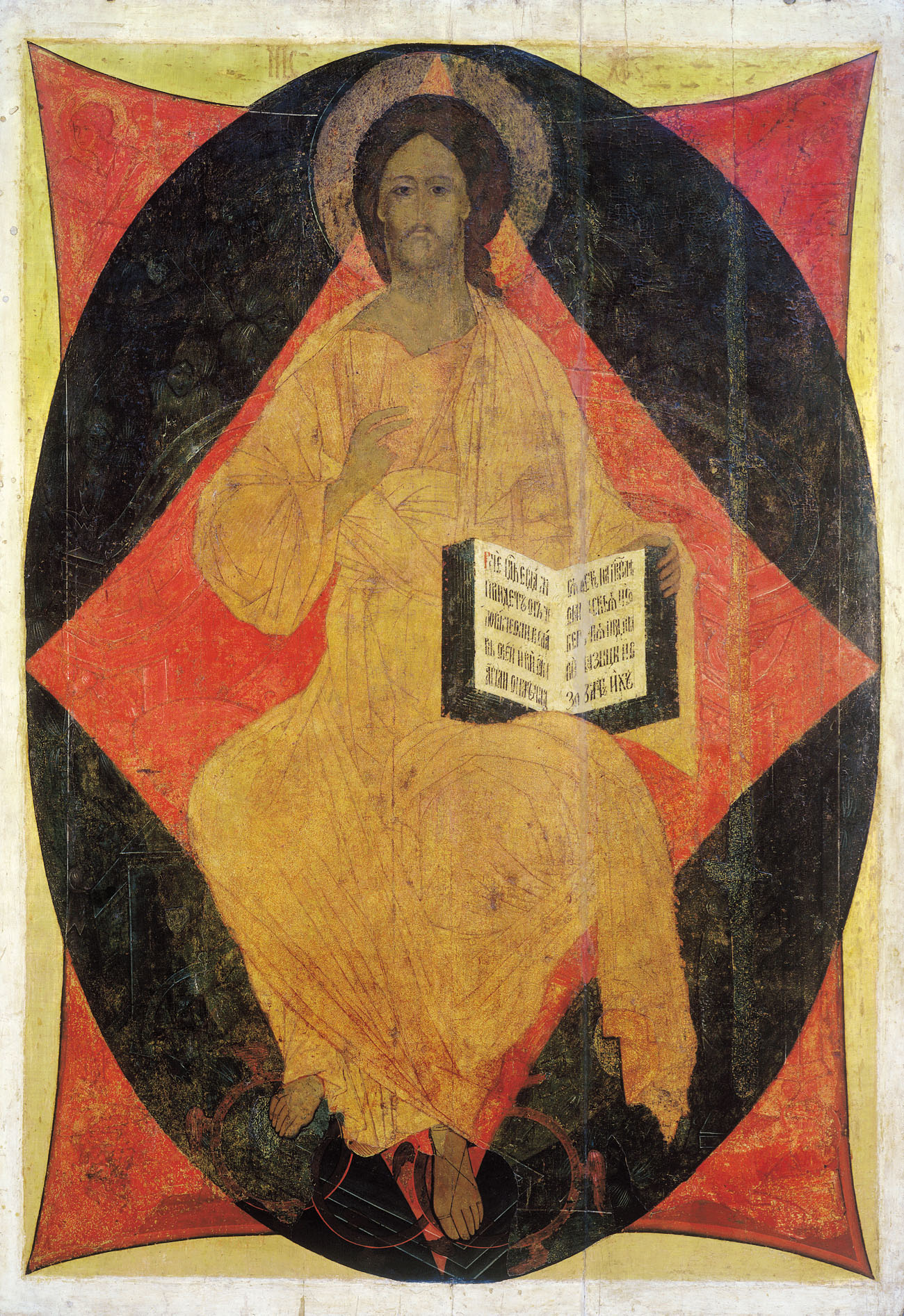
Saviour in Glory, 1408 (Dormition Cathedral, Vladimir)
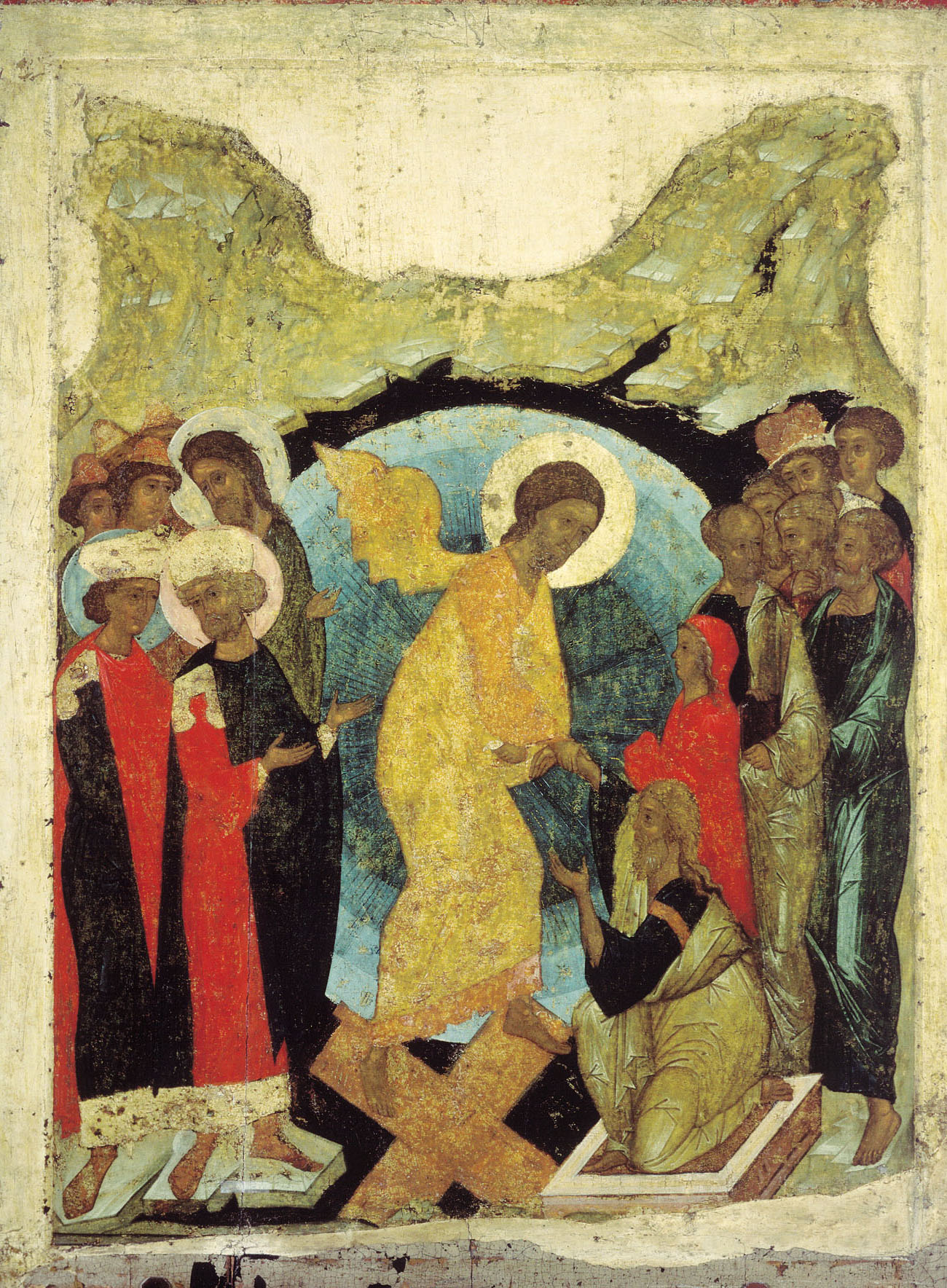
Harrowing of Hell, 1408-1410 (Vladimir)
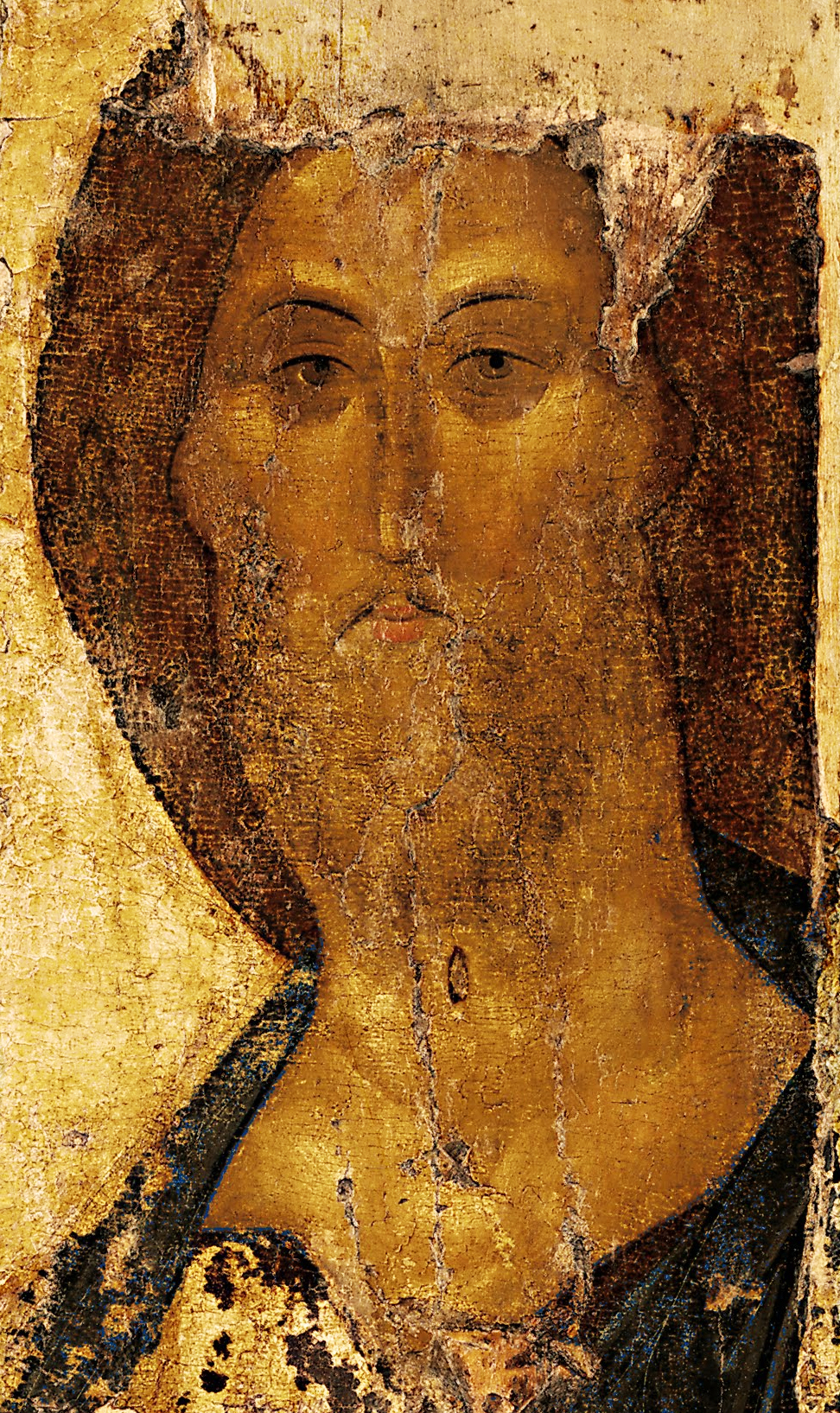
Christ the Redeemer ca. 1410 (Tretyakov Gallery, Moscow)
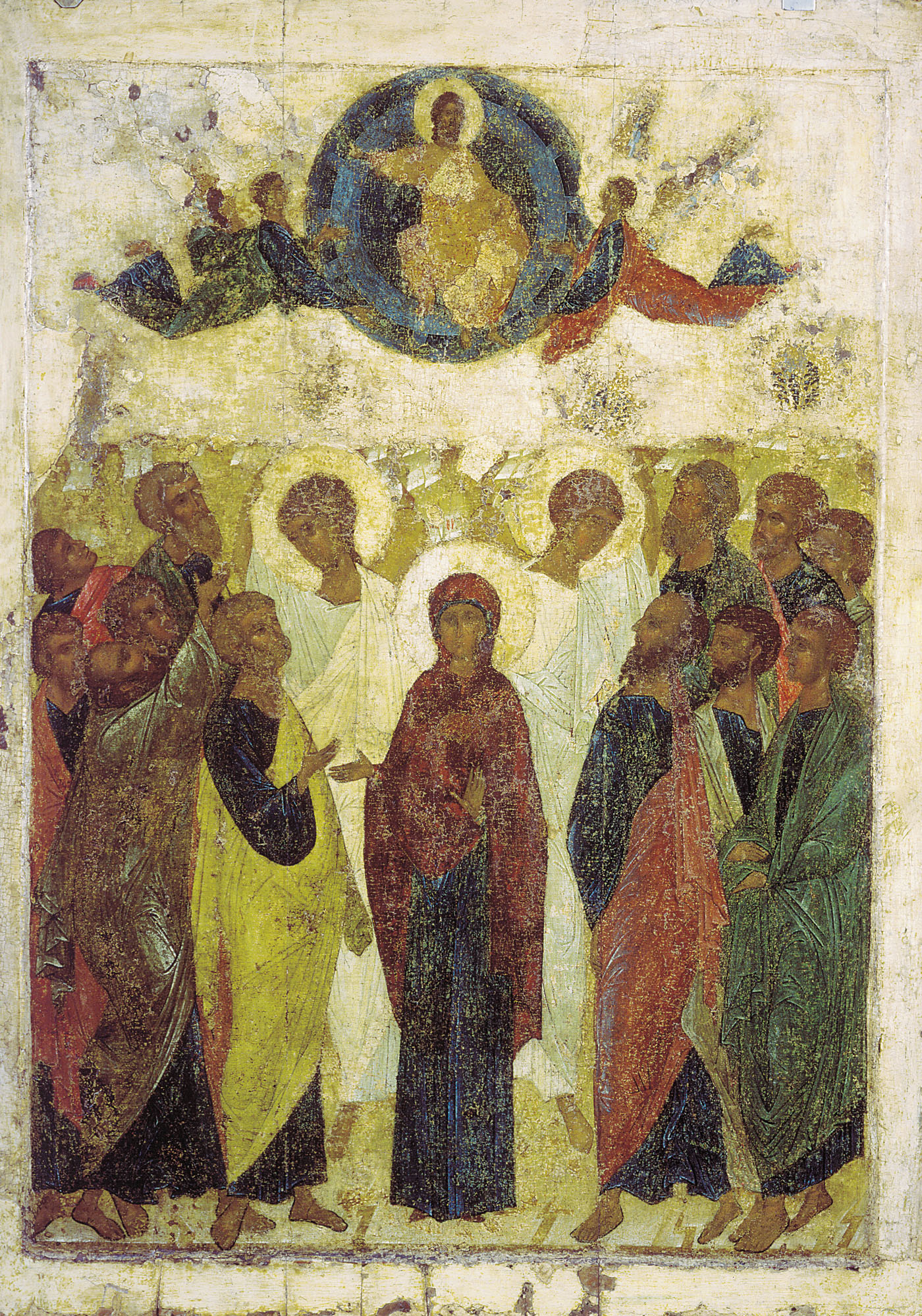
Ascension, 1408 (Tretyakov Gallery, Moscow)
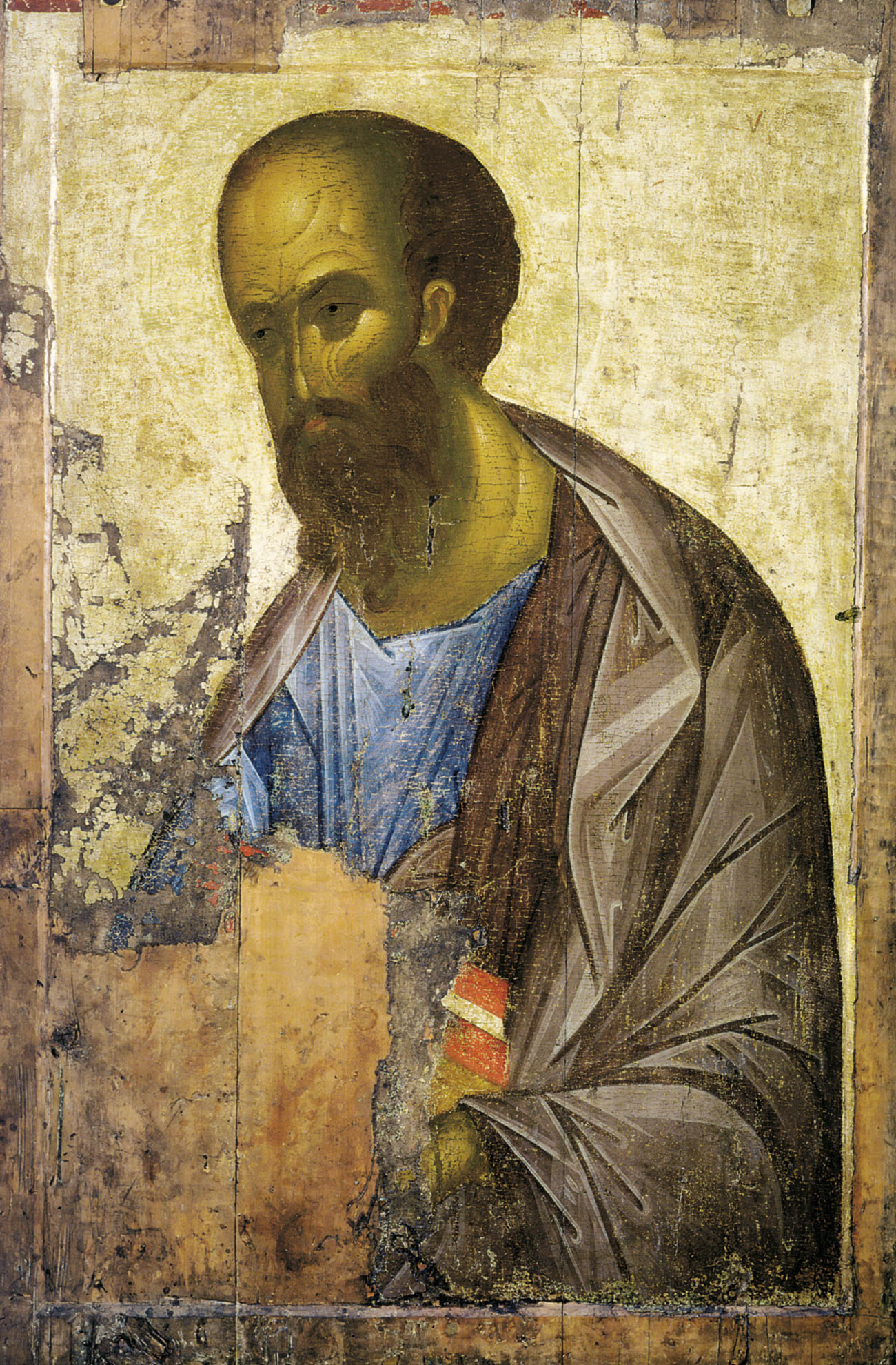
Apostle Paul, 1410s (Tretyakov Gallery, Moscow)

## Sách tham khảo
- Andrei Rublev, a 1966 film by Andrei Tarkovsky loosely based on the painter's life.
- Mikhail V. Alpatov, Andrey Rublev, Moscow: Iskusstvo, 1972.
- Gabriel Bunge, The Rublev Trinity, transl. Andrew Louth, St. Vladimir's Seminary Press, Crestwood, New York, 2007.
- Sergius Golubtsov, Voplosh'enie bogoslovskih idey v tvorchestve prepodobnogo Andreya Rubleva [The realization of theological ideas in creative works of Andrey Rublev]. Bogoslovskie trudy 22, 20–40, 1981.
- Troitca Andreya Rubleva [The Trinity of Andrey Rublev], Gerold I. Vzdornov (ed.), Moscow: Iskusstvo 1989.
- Viktor N. Lazarev, The Russian Icon: From Its Origins to the Sixteenth Century, Gerold I. Vzdornov (ed.). Collegeville, MN: Liturgical Press, 1997.
- Priscilla Hunt, Andrei Rublev's Old Testament Trinity Icon in Cultural Context, The Trinity-Sergius Lavr in Russian History and Culture: Readings in Russian Religious Culture, vol. 3, ed. Deacon Vladimir Tsurikov, (Jordanville, NY: Holy Trinity Seminary Press, 2006), 99-122.(See on-line at phslavic.com)
- Priscilla Hunt, Andrei Rublev's Old Testament Trinity Icon: Problems of Meaning, Intertextuality, and Transmission, Symposion: A Journal of Russian (Religious) Thought, ed. Roy Robson, 7-12 (2002–2007), 15-46 (See on-line at www.phslavic.com)
- Konrad Onasch, Das Problem des Lichtes in der Ikonomalerei Andrej Rublevs. Zur 600–Jahrfeier des grossen russischen Malers, vol. 28. Berlin: Berliner byzantinische Arbeiten, 1962.
- Konrad Onasch, Das Gedankenmodell des byzantisch–slawischen Kirchenbaus. In Tausend Jahre Christentum in Russland, Karl Christian Felmy et al. (eds.), 539–543. Go¨ ttingen: Vandenhoeck und Ruprecht, 1988.
- Eugeny N. Trubetskoi, Russkaya ikonopis'. Umozrenie w kraskah. Wopros o smysle vizni w drewnerusskoj religioznoj viwopisi [Russian icon painting. Colourful contemplation. Question of the meaning of life in early Russian religious painting], Moscow: Beliy Gorod, 2003 [1916].
- Georgij Yu. Somov, Semiotic systemity of visual artworks: Case study of The Holy Trinity by Rublev Lưu trữ ngày 27 tháng 9 năm 2011 tại Wayback Machine, Semiotica 166 (1/4), 1-79, 2007.